# 出口匠
出口 匠（でぐち たくみ、1998年3月3日 - ）は、三重県桑名市出身の元プロ野球選手（内野手）。右投右打。プロでは育成選手であった。2018年シーズンの登録名は「匠（たくみ）」。

## 経歴

### プロ入り前
10歳の頃に両親が離婚。様々な事情からどちらの親にも引き取られず、当時所属していた少年野球クラブチーム代表の娘の家庭に引き取られた。桑名市立正和中学校時代に名古屋フレンズボーイズへ所属。
津田学園高校への進学後は、1年時の夏から出場機会を得て中心選手として活躍。2年時の3月には、岐阜県立岐阜商業高校との練習試合で、髙橋純平から本塁打を放った。3年時の夏には、投手としても活躍。選手権三重大会の3回戦では、菰野高校の山田大樹と投げ合った末に、4-3のスコアでチームを勝利に導いた。しかし、準々決勝でいなべ総合高校に敗れ、在学中には春夏共に阪神甲子園球場での全国大会に出場できなかった。
2015年のNPB育成ドラフト会議で、東北楽天ゴールデンイーグルスから育成1巡目で指名。支度金200万円、年俸240万円という条件で、育成選手として入団した。内野手としての入団で、背番号は126。楽天球団はこの会議で、育成2巡目で山田を内野手として指名し、チームメイトになった。

### プロ入り後
2016年には、山田と共にイースタン・リーグ公式戦の出場機会がなく、支配下選手登録にも至らなかった。
2017年には、イースタン・リーグ公式戦10試合に出場。通算12打席ながら、打率.364（11打数4安打）、1打点を記録した。支配下選手契約への移行は見送られたものの、シーズン終了後の11月27日には、登録名を本名のフルネーム（出口匠）から名前のみ（匠）に変更することが球団から発表された。なお、楽天には同名で同じく内野手の三好匠や同音で同じく育成枠の内野手の向谷拓巳が所属している。
2018年は、イースタン・リーグ公式戦21試合に出場。打率.216（51打数11安打）、6打点を記録し、初の本塁打（1本）も記録した。しかし、翌年の契約を勝ち取ることはできず、10月1日に契約を更新しない旨が発表された。10月31日、自由契約公示。

### 楽天退団後
楽天退団後は、大阪を拠点に活動する軟式野球チームの「エースファクトリーベースボールクラブ」でプレーを続けている。また軟式野球では、投手との二刀流でプレーをしている。

## 選手としての特徴・人物
投手としては、高校時代にストレートで最速146km/hを計測。打者としては、高校在学中の対外試合で通算41本塁打を放っている。

## 詳細情報

### 年度別打撃成績
- 一軍公式戦出場なし

### 背番号
- 126（2016年[5] - 2018年）

### 登録名
- 出口 匠（でぐち たくみ、2016年 - 2017年）
- 匠（たくみ、2018年）